# Stortjärnen (Stensele socken, Lappland, 725733-154170)
Stortjärnen är en sjö i Storumans kommun i Lappland och ingår i Umeälvens huvudavrinningsområde. Sjön har en area på 0,0607 kvadratkilometer och ligger 551,4 meter över havet.

## Delavrinningsområde
Stortjärnen ingår i det delavrinningsområde (725509-154159) som SMHI kallar för Ovan Mettjärnbäcken. Medelhöjden är 537 meter över havet och ytan är 23,78 kvadratkilometer. Det finns inga avrinningsområden uppströms utan avrinningsområdet är högsta punkten. Mattasjöbäcken som avvattnar avrinningsområdet har biflödesordning 3, vilket innebär att vattnet flödar genom totalt 3 vattendrag innan det når havet efter 299 kilometer. Avrinningsområdet består mestadels av skog (82 procent) och sankmarker (12 procent). Avrinningsområdet har 0,89 kvadratkilometer vattenytor vilket ger det en sjöprocent på 3,8 procent.